# هزاران سال دعاهای خوب
هزاران سال دعاهای خوب (انگلیسی: A Thousand Years of Good Prayers) فیلمی آمریکایی در سبک درام و کمدی به کارگردانی وین وانگ است که در سال ۲۰۰۷ منتشر شد. از بازیگران آن می‌توان به هنری او و ویدا قهرمانی اشاره کرد.